# Карл Сеста
Карл Сеста (нім. Karl Sesta, 18 березня 1906, Відень — 12 липня 1974, Гайнбург-на-Дунаї) — австрійський футболіст, що грав на позиції захисника. По завершенні ігрової кар'єри — тренер.
Виступав, зокрема, за клуби «Вінер Атлетік» та «Аустрія» (Відень), а також національну збірну Австрії.
Триразовий володар Кубка Австрії. Володар Кубка Мітропи.

## Клубна кар'єра
Народився 18 березня 1906 року в місті Відень. Вихованець юнацьких команд футбольного клубу «Форвартс XI».
У дорослому футболі дебютував 1924 року виступами за команду клубу «Зіммерингер СК», в якій провів три сезони.
Протягом 1927—1928 років захищав кольори чехословацької команди «Тепліцер».
1928 року приєднався до складу клубу «Вінер Атлетік». Відіграв за віденську команду наступні сім сезонів своєї ігрової кар'єри. Його постійним партнером у лінії захисту клубу був Йоганн Бехер. За цей час виборов титул володаря Кубка Австрії. У 1929 і 1930 роках ВАК грав у півфіналі кубку, а перемогу здобув у кубку Австрії 1931. Той розіграш проводився за експериментальною схемою. 10 найсильніших команд країни грали за круговою схемою в одне коло. ВАК у дев'яти матчах жодного разу не програв і лише двічі зіграв унічию. На рахунку Карла 5 матчів у тому розіграші.
Став з клубом фіналістом кубка Мітропи 1931 року, куди ВАК потрапив як переможець національного кубку. В чвертьфіналі ВАК у першій грі несподівано розгромив у Будапешті місцеву Хунгарію з рахунком 5:1. Незважаючи на таку перевагу, матч-відповіді не видався для віденців простим. «Хунгарія» забила два м'ячі на 2-й і 3-й хвилинах матчу, а на початку другого тайму ще й третій. Втім на більше угорці не спромоглися, чудову гру демонстрував знаменитий воротар австрійців Рудольф Гіден, а фактичну крапку у грі поставив нападник Вальтер Ганке на 81-й хвилині, встановивши остаточний рахунок — 1:3. В 1/2 фіналу ВАК зустрічався з чехословацькою «Спартою». У першій грі австрійці вдома поступились з рахунком 2:3. У матчі-відповіді Сеста відкрив рахунок у матчі, а його ВАК вів у рахунку 3:0, але втратив перевагу, дозволивши «спартанцям» зрівняти рахунок. Перемогу і можливість зіграти у матчі-переграванні команді з Австрії приніс гол Гайнріха Гілтля на 88-й хвилині. У переграванні в Празі ВАК переміг 2:0 завдяки голам Франца Цізара і Гайнріха Гілтля. У фіналі зустрічались дві австрійські команди ВАК і «Вієнна». В першій грі ВАК вигравав після першого тайму 2:0, але втратив перевагу і поступився 2:3. У матчі відповіді уже «Вієнна» у першому таймі вела з рахунком 2:0. Після перерви гравці ВАКу відіграли лише один гол і вдруге поступились супернику.
Також у складі ВАКа дістався фіналу національного кубку у 1932 року. Клуб Сести у фіналі поступився «Адмірі» з рахунком 1:6.
1934 року уклав контракт з клубом «Аустрія» (Відень), у складі якого провів наступні дев'ять років своєї кар'єри гравця. За цей час додав до переліку своїх трофеїв ще два титули володаря Кубка Австрії, ставав володарем Кубка Мітропи.
Згодом з 1943 по 1946 рік грав у складі команд клубів «Марерздорф» та «Ферст Вієнна».
Завершив професійну ігрову кар'єру у клубі «Ельфорт», за команду якого виступав протягом 1946—1946 років.

## Виступи за збірні
1932 року дебютував в офіційних матчах у складі національної збірної Австрії. Протягом кар'єри у національній команді, яка тривала 14 років, провів у формі головної команди країни 47 матчів, забивши 1 гол.
У складі збірної був учасником чемпіонату світу 1934 року в Італії, де разом з командою досягнув півфіналу.
Також виступав у складі збірної Відня. Дебютував у поєдинку проти збірної Праги (2:1) у березні 1930 року.Також у 1931 році був учасником матчів проти збірних німецьких міст Кельна (6:1) і Дуйсбурга (6:2).
У 1932 році виступав у складі збірної Австрія-В у грі з командою Італії (1:3).

## Кар'єра тренера
Розпочав тренерську кар'єру невдовзі по завершенні кар'єри гравця, 1947 року, очоливши тренерський штаб клубу «Вінер Шпорт-Клуб».
1949 року став головним тренером команди «Вінер Шпорт-Клуб», тренував віденську команду два роки.
Протягом тренерської кар'єри також очолював команду клубу «Аугсбург».
Останнім місцем тренерської роботи був клуб «Аустрія» (Зальцбург), головним тренером команди якого Карл Сеста був з 1954 по 1955 рік.
Помер 12 липня 1974 року на 69-му році життя у місті Гайнбург-на-Дунаї.

## Статистика

### Статистика виступів на чемпіонаті світу
| 1/8 фіналу 27 травня 1934 |

| Австрія                           | 3 — 2 | Франція                       |
| --------------------------------- | ----- | ----------------------------- |
| Сінделар 45' Шалль 93' Біцан 109' | Звіт  | Ніколя 18' Верр'є 115' (пен.) |

| «Муніципальний стадіон Беніто Муссоліні» (Турин) Глядачів: 10 000 |

Австрія: Петер Пляцер, Франц Цізар, Карл Сеста, Франц Вагнер, Йозеф Смістик (), Йоганн Урбанек, Карл Цишек, Йозеф Біцан, Маттіас Сінделар, Антон Шалль, Рудольф Фіртль. Тренер — Гуго Майсль
Франція: Алексіс Тепо (), Жак Мересс, Етьєн Маттле, Едмон Дельфур, Жорж Верр'є, Ноель Льєтер, Фріц Келлер, Жозеф Альказар, Жан Ніколя, Роже Рьйо, Альфред Астон. Тренери — Гастон Барро, Джордж Кімптон.
| 1/4 фіналу 31 травня 1934 |

| Австрія             | 2 — 1 | Угорщина          |
| ------------------- | ----- | ----------------- |
| Хорват 7' Цишек 51' | Звіт  | Шароші 60' (пен.) |

| Болонья Глядачів: 14 000 |

Австрія: Петер Пляцер, Франц Цізар, Карл Сеста, Франц Вагнер, Йозеф Смістик, Йоганн Урбанек, Карл Цишек, Йозеф Біцан, Маттіас Сінделар, Йоганн Хорват (), Рудольф Фіртль. Тренер — Гуго Майсль.
Угорщина: Анталь Сабо, Йожеф Ваго, Ласло Штернберг (), Іштван Палоташ, Дьордь Сюч, Анталь Салаї, Імре Маркош, Іштван Авар, Дьордь Шароші, Геза Тольді, Тібор Кемень. Тренер — Еден Надаш.
| 1/2 фіналу 3 червня 1934 |

| Італія     | 1 — 0 | Австрія |
| ---------- | ----- | ------- |
| Гвайта 19' | Звіт  |         |

| «Сан-Сіро» (Мілан) Глядачів: 45 000 |

Італія: Джанп'єро Комбі (), Еральдо Мондзельйо, Луїджі Аллеманді, Аттіліо Ферраріс, Луїс Монті, Луїджі Бертоліні, Енріке Гвайта, Джузеппе Меацца, Анджело Ск'явіо, Джованні Феррарі, Раймундо Орсі. Тренер — Вітторіо Поццо.
Австрія: Петер Пляцер, Франц Цізар, Карл Сеста, Франц Вагнер, Йозеф Смістик (), Йоганн Урбанек, Карл Цишек, Йозеф Біцан, Маттіас Сінделар, Антон Шалль, Рудольф Фіртль. Тренер — Гуго Майсль.
| за 3 місце 7 червня 1934 |

| Австрія              | 2 — 3 | Німеччина               |
| -------------------- | ----- | ----------------------- |
| Хорват 30' Сеста 55' | Звіт  | Ленер 1', 42' Конен 29' |

| «Стадіо Партенорео» Неаполь Глядачів: 7 000 |

Австрія: Петер Пляцер, Франц Цізар, Карл Сеста, Франц Вагнер, Йозеф Смістик, Йоганн Урбанек, Карл Цишек, Георг Браун, Йозеф Біцан, Йоганн Хорват (), Рудольф Фіртль. Тренер — Гуго Майсль.
Німеччина: Ганс Якоб, Пауль Янес, Вільгельм Буш, Пауль Зелінський, Райнгольд Мюнценберг, Якоб Бендер, Ернст Ленер, Отто Зіффлінг, Едмунд Конен, Фріц Шепан (), Маттіас Гайдеманн. Тренер — Отто Нерц.

## Титули і досягнення
- Володар Кубка Австрії (3):

ВАК: 1930–1931
«Аустрія» (Відень): 1934–1935, 1935–1936
- Володар Кубка Мітропи (1):

«Аустрія» (Відень): 1936
- Фіналіст Кубка Мітропи (1):

ВАК: 1931
- Володар кубка Центральної Європи (1):

Австрія: 1931–1932
- Переможець Німецького гімнастичного і спортивного фестивалю (1):

Збірна Остмарк: 1938